# جيف دوديل
جيف دوديل (بالإنجليزية: Jeff Dowdell)‏ مواليد 13 مارس 1987، هو لاعب كرة سلة أسترالي بدأ مسيرته الاحترافية في سنة 2005.